# 3998 Тедзука
3998 Тедзука (3998 Tezuka) — астероїд головного поясу, відкритий 1 січня 1989 року.
Тіссеранів параметр щодо Юпітера — 3,573.
Названо на честь Тедзуки (яп. てづか(手塚) тедзука).